# Розрив Герцшпрунга
Розрив Герцшпрунга (англ. Hertzsprung gap) — ділянка на діаграмі Герцшпрунга—Рассела між спектральними класами від A0 до G0 та між абсолютними зоряними величинами від +1 до −3 (тобто, між верхівкою головної послідовності та червоними гігантами) для зір, маса яких перевищує приблизно 1,5 мас Сонця (M☉)). Названа на честь Ейнара Герцшпрунга, який вперше помітив відсутність зір на цій ділянці діаграми. Коли зоря під час своєї еволюції перетинає розрив Герцшпрунга, це означає, що в ній завершилося горіння водню в ядрі, але ще не почалося горіння водню в шарі навколо ядра. Найкраще розрив видно на діаграмах Герцшпрунга—Рассела для розсіяних зоряних скупчень.
Розрив не зовсім вільний від зір, але оскільки вони минають його дуже швидко (залежно від маси — за десятки чи сотні тисяч років, що дуже мало в порівнянні з десятками мільйонів років перебування зорі на головній послідовності), ця ділянка діаграми малонаселена. Наприклад, на повних діаграмах Герцшпрунга—Рассела для 11 000 зір місії Гіппаркос у розрив потрапило з десяток зір[відсутнє в джерелі].